# Fesmy-le-Sart
Fesmy-le-Sart est une commune française située dans le département de l'Aisne en région Hauts-de-France.

## Géographie

### Hydrographie

#### Réseau hydrographique
La commune est située dans le bassin Artois-Picardie. Elle est drainée par la rivière Sambre, la Sambre Rive Gauche, le canal de la Sambre à l'Oise bief de partage de l'écluse 1 le Gard à l'écluse 1 Bois-l'Abbaye, le fossé Saint-Pierre, le bassin d'alimentation rive droite de Fesmy, le ruisseau de l'Ermitage, divers bras de décharge Rd Conf du le canal de la Sambre à l'Oise au le bassin d'alimentation de Fesmy, divers bras de décharge Rg Conf du le canal de la Sambre à l'Oise au le bassin d'alimentation de Fesmy, la Rue d'en Haut, la Viéville, le ruisseau de la Morte Sambre, le Zobeau et un autre petit cours d'eau.
La rivière Sambre, d'une longueur de 17 km, prend sa source dans la commune de Fontenelle et se jette  dans divers bras de Décharge, confluence du Canal de la Sambre à l'Oise au Bassin d'Alimentation de Fesmy à Rejet-de-Beaulieu, après avoir traversé huit communes.
La Sambre est une rivière franco-belge, affluent de la Meuse, de 190 km de long. La section qui traverse la commune débute à Landrecies et se termine à Rejet-de-Beaulieu, après avoir traversé cinq communes.

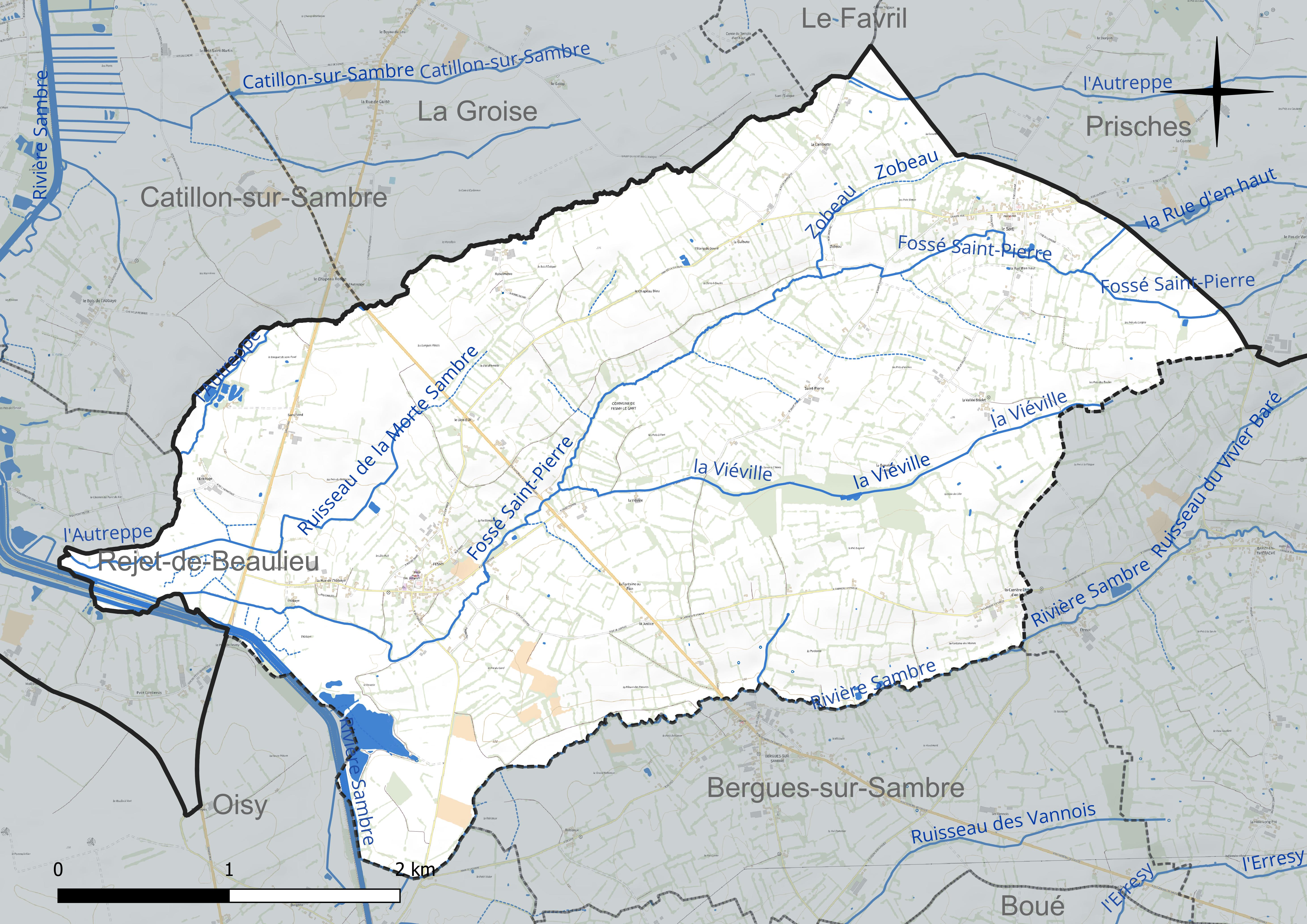
Réseau hydrographique de Fesmy-le-Sart.

Un plan d'eau complète le réseau hydrographique : les bassins d'Alimentation du le canal de la Sambre à l'Oise, d'une superficie totale de 2,7 ha (0,1 ha sur la commune),.

#### Gestion et qualité des eaux
Le territoire communal est couvert par le schéma d'aménagement et de gestion des eaux (SAGE) « Sambre ». Ce document de planification concerne un territoire de 1 253 km2 de superficie, délimité par le bassin versant de la Sambre. Le périmètre a été arrêté le 1er novembre 2003 et le SAGE proprement dit a été approuvé le 21 septembre 2012, puis modifié le 18 août 2022. La structure porteuse de l'élaboration et de la mise en œuvre est le syndicat mixte du Parc naturel régional de l'Avesnois.
La qualité des cours d'eau peut être consultée sur un site dédié géré par les agences de l'eau et l'Agence française pour la biodiversité.

### Climat
Pour des articles plus généraux, voir Climat des Hauts-de-France et Climat de l'Aisne.
En 2010, le climat de la commune est de type climat océanique dégradé des plaines du Centre et du Nord, selon une étude du CNRS s'appuyant sur une série de données couvrant la période 1971-2000. En 2020, Météo-France publie une typologie des climats de la France métropolitaine dans laquelle la commune est exposée à un climat océanique altéré et est dans la région climatique Nord-est du bassin Parisien, caractérisée par un ensoleillement médiocre, une pluviométrie moyenne régulièrement répartie au cours de l'année et un hiver froid (3 °C).
Pour la période 1971-2000, la température annuelle moyenne est de 9,8 °C, avec une amplitude thermique annuelle de 15,1 °C. Le cumul annuel moyen de précipitations est de 827 mm, avec 12,7 jours de précipitations en janvier et 9,7 jours en juillet. Pour la période 1991-2020, la température moyenne annuelle observée sur la station météorologique la plus proche, située sur la commune de Saint-Hilaire-sur-Helpe à 19 km à vol d'oiseau, est de 10,5 °C et le cumul annuel moyen de précipitations est de 802,4 mm,. Pour l'avenir, les paramètres climatiques de la commune estimés pour 2050 selon différents scénarios d'émission de gaz à effet de serre sont consultables sur un site dédié publié par Météo-France en novembre 2022.

## Urbanisme

### Typologie
Au 1er janvier 2024, Fesmy-le-Sart est catégorisée commune rurale à habitat dispersé, selon la nouvelle grille communale de densité à 7 niveaux définie par l'Insee en 2022.
Elle est située hors unité urbaine. Par ailleurs la commune fait partie de l'aire d'attraction du Nouvion-en-Thiérache, dont elle est une commune de la couronne,. Cette aire, qui regroupe 12 communes, est catégorisée dans les aires de moins de 50 000 habitants,.

### Occupation des sols
L'occupation des sols de la commune, telle qu'elle ressort de la base de données européenne d'occupation biophysique des sols Corine Land Cover (CLC), est marquée par l'importance des territoires agricoles (96 % en 2018), une proportion sensiblement équivalente à celle de 1990 (95,2 %). La répartition détaillée en 2018 est la suivante : prairies (85,5 %), terres arables (10 %), zones urbanisées (4 %), zones agricoles hétérogènes (0,5 %).
L'évolution de l'occupation des sols de la commune et de ses infrastructures peut être observée sur les différentes représentations cartographiques du territoire : la carte de Cassini (XVIIIe siècle), la carte d'état-major (1820-1866) et les cartes ou photos aériennes de l'IGN pour la période actuelle (1950 à aujourd'hui).

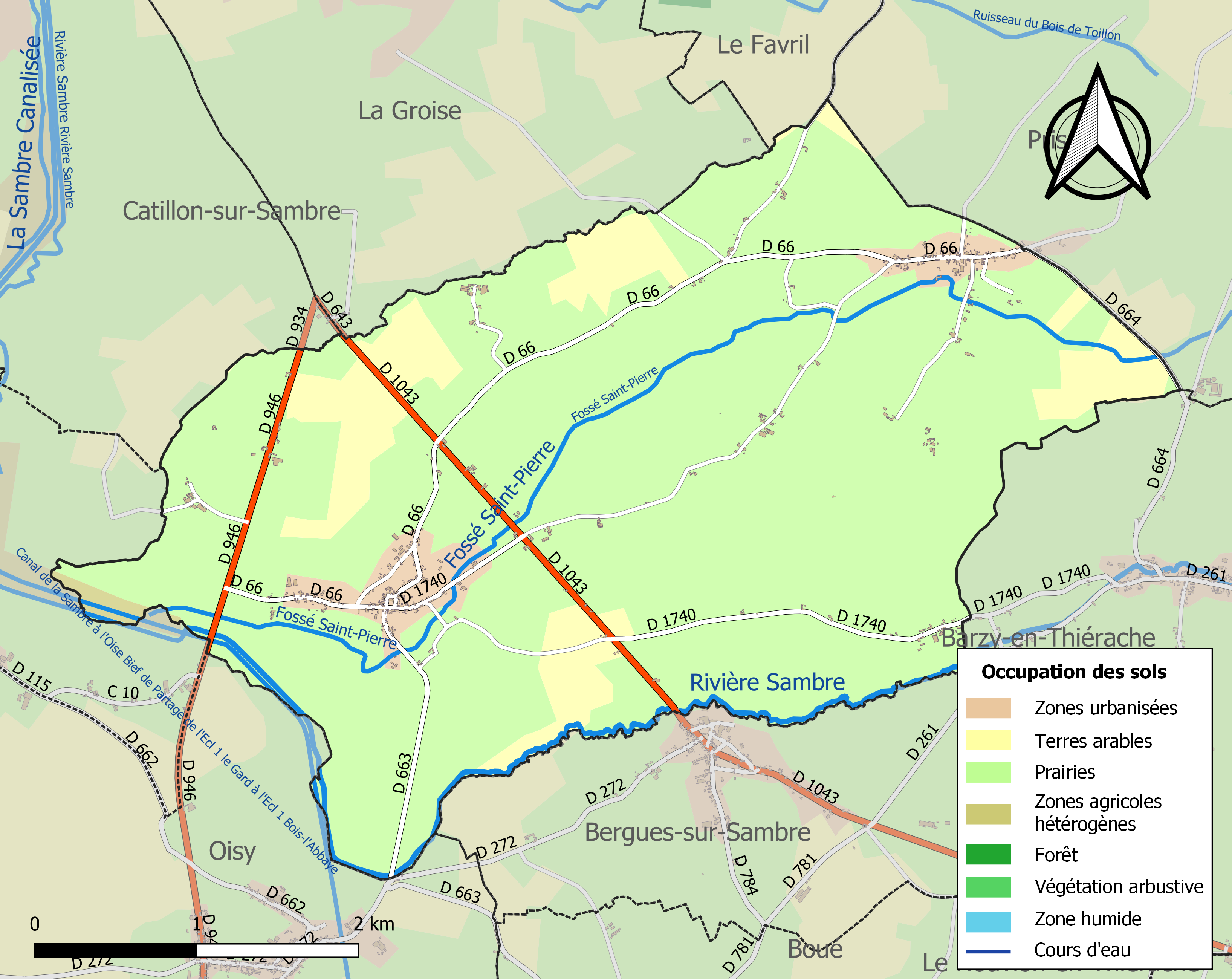
Carte de l'occupation des sols de la commune en 2018 (CLC).

## Toponymie
Le nom de la localité est attesté sous les formes Fidemium (1103) ; Monasterium Sancti Stephani-Fidemensis (1155) ; Ecclesia Fidemensis (1155) ; Faimy (1189) ; Faimil (1211) ; Faymi (1265) ; Feemy (1269) ; Faismy, église Saint-Estienne-de-Fesmy (1334) ; ville de Fémy (1339) ; Fesmy-en-Thiérasse (1575).
Le Sart, ancienne commune, est attesté sous la forme Sart-en-Cambresis en 1736.

Le toponyme Sart est un nom issu du bas-latin sartum (défrichement), doit originairement se lire « l'Essart »,.
Le Sart est rattaché à la commune de Fesmy par l'arrêté du 13 avril 1972 et la nouvelle entité prend le nom de Fesmy-le-Sart. Les deux communes ont déjà été regroupées en 1807 par décret du 12 juillet 1807 avant d'être scindé par décret du 29 mai 1830.

## Histoire
À l'époque carolingienne, le domaine rural de Fesmy devint la propriété de l'évêché de Cambrai, il s'agissait probablement à cette époque essentiellement de bois et de terres non cultivées.
Au XIe siècle le village est le siège  de l'abbaye de Fesmy fondée par deux nobles anglais, et dont le premier abbé est Étienne, en 1080. En 1215, l'abbé Humbert affranchit les habitants de Fesmy.
Des enquêtes à la fin du XIIIe siècle, relatées par Roger Dion, révèlent que les habitants de Fesmy ne savaient pas s'ils dépendaient du roi de France ou de l'empereur germanique. En fait, selon leur intérêt, ils s'adressaient tantôt à la justice d'un souverain, tantôt à la justice de l'autre, situation fort courante à cette époque en pays de marche.
Jusqu'aux  guerres de conquête de Louis XIV, la commune est située à la limite entre l'ancienne France et les Pays-Bas espagnols.
L'abbaye est supprimée en 1762[réf. nécessaire]
En 1807, la commune est créée une première fois par la fusion des communes de Fesmy et Le Sart, à la suite d'un décret du 12 juillet 1807 mais une ordonnance royale du 29 mai 1830 a supprimé la commune et elle a rétabli les communes de Fesmy et le Sart. En 1972, la commune est recrée par l'arrêté préfectoral du 13 avril 1972 par la fusion définitive des communes de Fesmy et de Le Sart.

## Politique et administration

### Découpage territorial
La commune de Fesmy-le-Sart est membre de la communauté de communes de la Thiérache du Centre, un établissement public de coopération intercommunale (EPCI) à fiscalité propre créé le 31 décembre 1992 dont le siège est à La Capelle. Ce dernier est par ailleurs membre d'autres groupements intercommunaux.
Sur le plan administratif, elle est rattachée à l'arrondissement de Vervins, au département de l'Aisne et à la région Hauts-de-France. Sur le plan électoral, elle dépend du  canton de Guise pour l'élection des conseillers départementaux, depuis le redécoupage cantonal de 2014 entré en vigueur en 2015, et de la troisième circonscription de l'Aisne  pour les élections législatives, depuis le dernier découpage électoral de 2010.

### Administration municipale

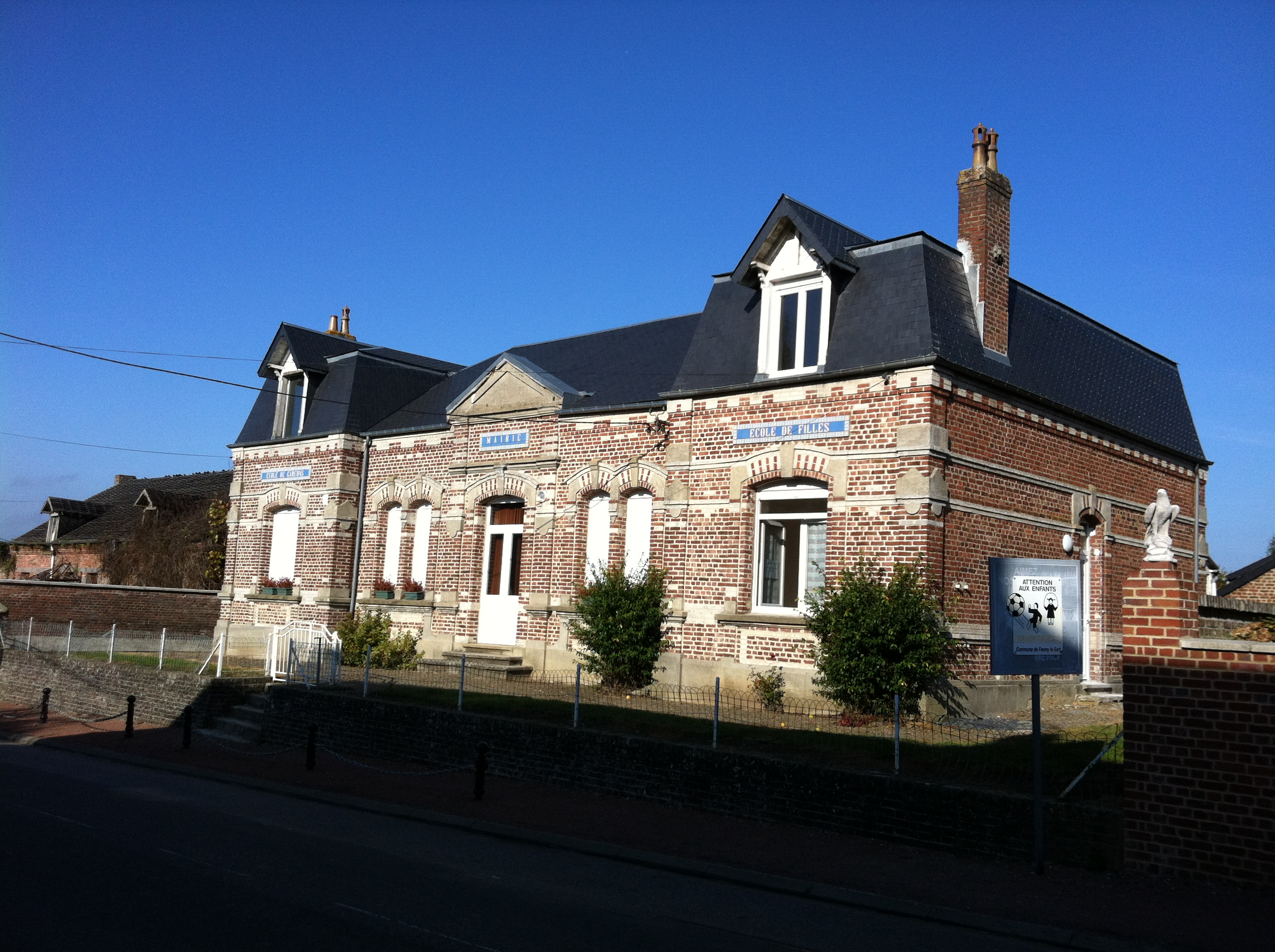
L'ancienne mairie-école de Fesmy.

| Période                                  | Période                       | Identité     | Étiquette | Qualité                                                          |
| ---------------------------------------- | ----------------------------- | ------------ | --------- | ---------------------------------------------------------------- |
| avant 1875                               | après 1876                    | Waroquet     |           |                                                                  |
| Les données manquantes sont à compléter. |                               |              |           |                                                                  |
| juin 1995                                | juillet 2020                  | Yves Legrand | CPNT      | Retraité de l'Éducation nationale Réélu pour le mandat 2014-2020 |
| juillet 2020                             | En cours (au 28 juillet 2020) | Gaspard Riou |           | Artisan                                                          |

## Démographie

### Évolution démographique
L'évolution du nombre d'habitants est connue à travers les recensements de la population effectués dans la commune depuis 1793. Pour les communes de moins de 10 000 habitants, une enquête de recensement portant sur toute la population est réalisée tous les cinq ans, les populations de référence des années intermédiaires étant quant à elles estimées par interpolation ou extrapolation. Pour la commune, le premier recensement exhaustif entrant dans le cadre du nouveau dispositif a été réalisé en 2006.

En 2022, la commune comptait 516 habitants, en évolution de +5,74 % par rapport à 2016 (Aisne : −1,97 %, France hors Mayotte : +2,11 %).
| 1793 | 1800 | 1806 | 1821  | 1831 | 1836 | 1841 | 1846 | 1851 |
| ---- | ---- | ---- | ----- | ---- | ---- | ---- | ---- | ---- |
| 760  | 699  | 802  | 1 188 | 673  | 691  | 718  | 753  | 743  |

| 1856 | 1861 | 1866 | 1872 | 1876 | 1881 | 1886 | 1891 | 1896 |
| ---- | ---- | ---- | ---- | ---- | ---- | ---- | ---- | ---- |
| 726  | 704  | 726  | 684  | 654  | 604  | 579  | 579  | 529  |

| 1901 | 1906 | 1911 | 1921 | 1926 | 1931 | 1936 | 1946 | 1954 |
| ---- | ---- | ---- | ---- | ---- | ---- | ---- | ---- | ---- |
| 517  | 540  | 525  | 426  | 453  | 427  | 417  | 394  | 405  |

| 1962 | 1968 | 1975 | 1982 | 1990 | 1999 | 2006 | 2011 | 2016 |
| ---- | ---- | ---- | ---- | ---- | ---- | ---- | ---- | ---- |
| 430  | 400  | 555  | 509  | 485  | 463  | 479  | 502  | 488  |

| 2021 | 2022 | - | - | - | - | - | - | - |
| ---- | ---- | - | - | - | - | - | - | - |
| 503  | 516  | - | - | - | - | - | - | - |

#### Fesmy
| 1793 | 1800 | 1806 | 1821  | 1831 | 1836 | 1841 | 1846 | 1851 |
| ---- | ---- | ---- | ----- | ---- | ---- | ---- | ---- | ---- |
| 760  | 699  | 802  | 1 188 | 673  | 691  | 718  | 753  | 743  |

| 1856 | 1861 | 1866 | 1872 | 1876 | 1881 | 1886 | 1891 | 1896 |
| ---- | ---- | ---- | ---- | ---- | ---- | ---- | ---- | ---- |
| 726  | 704  | 726  | 684  | 654  | 604  | 579  | 579  | 529  |

| 1901 | 1906 | 1911 | 1921 | 1926 | 1931 | 1936 | 1946 | 1954 |
| ---- | ---- | ---- | ---- | ---- | ---- | ---- | ---- | ---- |
| 517  | 540  | 525  | 426  | 453  | 427  | 417  | 394  | 405  |

| 1962 | 1968 | - | - | - | - | - | - | - |
| ---- | ---- | - | - | - | - | - | - | - |
| 640  | 625  | - | - | - | - | - | - | - |

#### Le Sart
| 1793 | 1800 | 1806 | 1821 | 1831 | 1836 | 1841 | 1846 | 1851 |
| ---- | ---- | ---- | ---- | ---- | ---- | ---- | ---- | ---- |
| 350  | 341  | 349  | -    | 504  | 469  | 462  | 464  | 489  |

| 1856 | 1861 | 1866 | 1872 | 1876 | 1881 | 1886 | 1891 | 1896 |
| ---- | ---- | ---- | ---- | ---- | ---- | ---- | ---- | ---- |
| 452  | 447  | 421  | 387  | 364  | 334  | 321  | 287  | 318  |

| 1901 | 1906 | 1911 | 1921 | 1926 | 1931 | 1936 | 1946 | 1954 |
| ---- | ---- | ---- | ---- | ---- | ---- | ---- | ---- | ---- |
| 303  | 307  | 308  | 283  | 270  | 242  | 244  | 231  | 247  |

| 1962 | 1968 | - | - | - | - | - | - | - |
| ---- | ---- | - | - | - | - | - | - | - |
| 210  | 225  | - | - | - | - | - | - | - |

## Culture locale et patrimoine

### Lieux et monuments
- Abbaye de bénédictins de l'ordre de Saint-Étienne.
- Chapelle Saint-Pierre du Sart : sa construction, à côté d'une source réputée guérir des fièvres, date du début du XVIIIe siècle. Une inscription latine, gravée sur la clé de l'arc de la porte, se rapporte à la guérison de la belle-mère de Saint-Pierre par le Christ, telle que la relate saint Luc[41].
- Eglise Saint-Martin.

## Personnalités liées à la commune
- Victoire Berteau Championne de France 2023 de cyclisme à Cassel.

## Pour approfondir